# Vitória da Conquista
Vitória da Conquista, amtlich Município de Vitória da Conquista, ist eine brasilianische Großstadt im mittleren Süden des Bundesstaates Bahia. Die Einwohnerzahl betrug 2010 laut IBGE 306.866 Personen. Zum 1. Juli 2020 wurde sie auf 341.128 Einwohner geschätzt. Das Areal umfasst (Stand 2017) rund 3705,8 km² (91,4 EW/km² – 2010) auf einer mittleren Höhe von 923 m.

## Geschichte
Die Territorialgeschichtsschreibung beginnt mit dem Jahr 1752, als der Bandeirante João da Silva Guimarães Krieg mit den dort ansässigen Botokuden und Pataxó führte. Der Sertanista João Gonçalves da Costa legte 1783 den Grundstein für eine Siedlung, die um diese Zeit etwa 60 Häuser umfasste. 1803 wurde die Kirche Nossa Senhora da Vitória erbaut. Das Gebiet unterstand der Stadt Caetité. Durch das Provinzialgesetz n.° 124 wurde am 19. Mai 1840 der Ort zur Vila Imperial de Vitória, in Kraft getreten am 9. November 1840. 1891 wurde der Ort in Vitória da Conquista umbenannt.

## Ethnische Zusammensetzung
Stand der Volkszählung 2010 mit 306.866 Einwohnern.
| Gruppe                | Prozent | Anmerkung                         |
| --------------------- | ------- | --------------------------------- |
| Pardos (Mischrassige) | 56,8 %  | (Mulatten, Mestizen)              |
| Pretos                | 10,1 %  | (Schwarze)                        |
| Brancos               | 32,4 %  | (Weiße, Nachfahren von Europäern) |
| Amarelos              | 0,4 %   | (Asiaten)                         |
| Indígenas             | 0,1 %   | (indigene Bevölkerung)            |

## Wirtschaft
Bis in die 1940er Jahre war Viehzucht die wirtschaftliche Grundlage. Mit Straßenverbindungen zwischen den Bundesstaaten Rio und Bahia (heute: BR-116) und der Route Ilhéus–Lapa wurden Voraussetzungen für einen Strukturwandel geschaffen. Die Vermarktung von Kaffee aus der Region, eingeschlossen benachbarte Städte wie Barra do Choça, Planalto und Poções, war erleichtert und ab den 1980er Jahren entwickelte sich Vitória zunehmend zu einem Dienstleistungszentrum. Mehrere Universitäten haben Dependancen in der Stadt.

## Verkehr
Der Flughafen Vitória da Conquista-Glauber Rocha wird seit seiner Eröffnung im Jahr 2019 von mehreren brasilianischen Fluggesellschaften angeflogen. Der alte Flughafen Vitória da Conquista-Pedro Otacílio Figueiredo wurde daraufhin geschlossen.

## Erzbistum Vitória da Conquista
Vitória ist Sitz des römisch-katholischen Erzbistums Vitória da Conquista. Es wird seit 2008 geleitet von Erzbischof Luís Gonzaga Silva Pepeu.

## In Vitória geboren
- Glauber Rocha (1938–1981), Filmregisseur
- Zanoni Demettino Castro (* 1962), Erzbischof von Feira de Santana
- Ricardo Castro (* 1964), Pianist
- Hernaldo Pinto Farias (* 1964), römisch-katholischer Geistlicher, Bischof von Bonfim
- Estevam Santos Silva Filho (* 1968), Bischof von Ruy Barbosa
- Antônio Rodrigo Nogueira (* 1976), MMA-Kämpfer
- Leandro Domingues (1983–2025), Fußballspieler
- Carlos Andrade Souza (* 1987), Fußballspieler